# بارالدای (شهرستان کمین)
بارالدای (به لاتین: Boroldoy) یک منطقهٔ مسکونی در قرقیزستان است که در شهرستان کمین واقع شده‌است. بارالدای ۱٫۴ کیلومتر مربع مساحت و ۱٬۸۹۳ نفر جمعیت دارد و ۱٬۲۷۶ متر بالاتر از سطح دریا واقع شده‌است.